# Dipodomys simulans
Dipodomys simulans är en däggdjursart som beskrevs av Clinton Hart Merriam 1904. Dipodomys simulans ingår i släktet känguruspringmöss, och familjen påsmöss. Inga underarter finns listade i Catalogue of Life. Wilson & Reeder (2005) skiljer mellan två underarter.
Dipodomys simulans blir 85 till 130 mm lång (huvud och bål), har en 140 till 200 mm lång svans och väger 55 till 70 g. Den gråbruna till rödbruna pälsen på ryggen blir mer gulgrå med orange nyanser på kroppens sidor och på undersidan förekommer vit päls. Huvudet kännetecknas av en vit punkt ovanför varje öga samt framför och bakom varje öra. Den långa svansen är främst mörkbrun och vid spetsen svartaktig. De stora bakfötterna har fem tår. Arten har inte samma antal kromosomer jämförd med kustkänguruspringmus (Dipodomys agilis).
Denna gnagare förekommer i södra Kalifornien (USA) och på halvön Baja California (Mexiko). Utbredningsområdet ligger vanligen lägre än 800 meter över havet. Habitatet utgörs av torra gräsmarker med några buskar eller barrträd.
Individerna lever i underjordiska tunnelsystem och de besöker under natten tillfällig markytan. Dipodomys simulans äter främst frön samt några gröna växtdelar och insekter. Honor kan bli brunstiga under alla årstider men de flesta ungar föds under vintern och våren. Per kull föds två till fyra ungar. De flesta individer lever omkring 10 månader.
Intensivt jordbruk kan förstöra några bon. Hela populationen bedöms som stor. IUCN kategoriserar arten globalt som livskraftig.